# Karen Maex
Karen Irma Jozef Maex (Leuven, 9 november 1959) is een Belgisch burgerlijk ingenieur en hoogleraar aan de Universiteit van Amsterdam (UvA) en de Vrije Universiteit Amsterdam. Zij was van 1 juni 2016 tot 15 juli 2022 rector magnificus van de Universiteit van Amsterdam en lid van het College van bestuur.

## Levensloop
Karen Maex volbracht haar middelbare studies bij de Ursulinen in Mechelen.
In 1977 begon ze aan de studies burgerlijk ingenieur. Ze behaalde het kandidaatsdiploma in 1979, evenals het diploma van kandidaat natuurkunde. Voor haar einddiploma verkoos ze de richting micro-elektronica. In 1980 deed ze in de Verenigde Staten stage in het onderzoekslaboratorium van professor J. Sengers aan de University of Maryland.
Gediplomeerd als burgerlijk ingenieur, richting elektronica, werd ze in 1982 assistent aan de Katholieke Universiteit Leuven. Ze bereidde een doctoraat voor bij professor R. De Keersmaecker van ESAT en professor W. van der Weg van de Universiteit Utrecht. Ze behaalde haar doctorstitel in september 1987.
Na samenwerking met dr. Alice White in het Bell Labs (VS), werd ze in 1998 hoofddocent aan de KU Leuven, in 2001  hoogleraar en in 2003 gewoon hoogleraar. Ze doceerde onder meer de cursus Materials Physics for Nanoelectronics en was co-titularis van de cursus Halfgeleiderfysica.
Ze was ook stichter en coördinator van het Erasmus Mundus-programma voor Nanowetenschap en Nanotechnologie.
In 2005 werd ze vicerector voor de Groep Wetenschap & Technologie. Ze was, na Emma Vorlat, de tweede vrouw die aan de KU Leuven vicerector werd. Ze werd ook verantwoordelijke van de 'Core Facilities' voor onderzoek en verantwoordelijke van Wetenschap & Technologie aan de Kulak.
Maex stelde zich in 2013 kandidaat voor de rectorverkiezing van de KU Leuven. Op 13 mei behaalde ze in de eerste ronde 540 stemmen, tegen 567 voor Rik Torfs. De andere kandidaten behaalden: Bart De Moor 197 stemmen en Tine Baelmans 191 stemmen. In de tweede stemronde op vrijdag 17 mei 2013 legde ze het 736 stemmen af tegen de 772 stemmen voor Rik Torfs. Na deze uitslag verkoos ze de KU Leuven te verlaten voor de Amsterdamse universiteiten.
Van oktober 2013 tot in 2016 was ze decaan van de Faculteit Natuurwetenschappen, Wiskunde en Informatica (FNWI) van de Universiteit van Amsterdam, en van de Faculteiten Exacte Wetenschappen (FEW) en Aard- en Levenswetenschappen (FALW) van de Vrije Universiteit Amsterdam.
Per 1 juni 2016 werd ze rector magnificus van de Universiteit van Amsterdam en lid van het College van Bestuur. Ze volgde Dymph van den Boom op, die deze taak sinds 2007 had vervuld. Maex verliet de UvA op 15 juli 2022 om terug te keren naar haar geboorteplaats Leuven.

## Publicaties
Karen Maex heeft talrijke artikelen gepubliceerd over haar vakgebied, steeds in samenwerking met collega's.

## Privé
Maex is getrouwd en heeft een zoon (°1984) en twee dochters (°1987 en °1996).
Ze leerde vanaf het tweede leerjaar viool, later ook orkestdirectie en muziekgeschiedenis. Ze speelde viool, onder meer in het Universitair Symfonisch Orkest tijdens haar studies en in het Leuvens Alumni Orkest van 1997 tot 2005.